# 自然がいちばん!地球塾
『自然がいちばん!地球塾』（しぜんがいちばん ちきゅうじゅく）は、1993年4月17日から同年9月25日までTBS系列局で放送されていたTBS製作の紀行番組である。放送時間は毎週土曜 20:00 – 20:54 （日本標準時）。

## 概要
地球の大自然と動植物の生態について紹介するビデオ映像を、出演者たちがスタジオで鑑賞していた番組。自然の素晴らしさを視聴者に伝えることをコンセプトにしていた。
司会は桂三枝（後の6代目桂文枝）と有賀さつきが、ナレーターは小島一慶が務めていた。小島は、後番組の『どうぶつ奇想天外!』でも引き続きナレーターを務めていた。
オープニングテーマはクライズラー&カンパニーの「ムーンフラワー」、エンディングテーマは広瀬香美の「二人のBirthday」と浜田麻里の「Company」。